# Ho Feng Shan

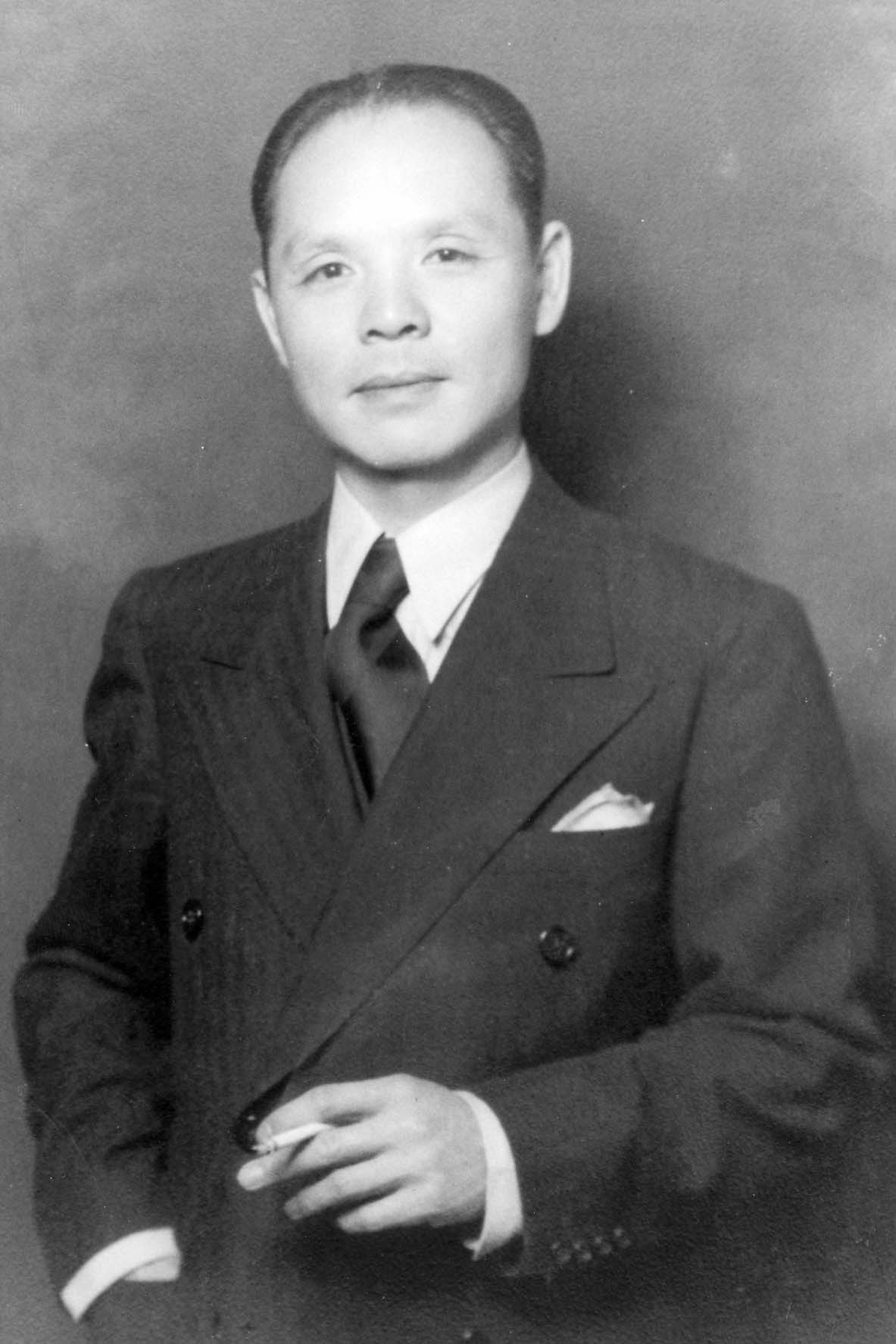
Ho Feng Shan

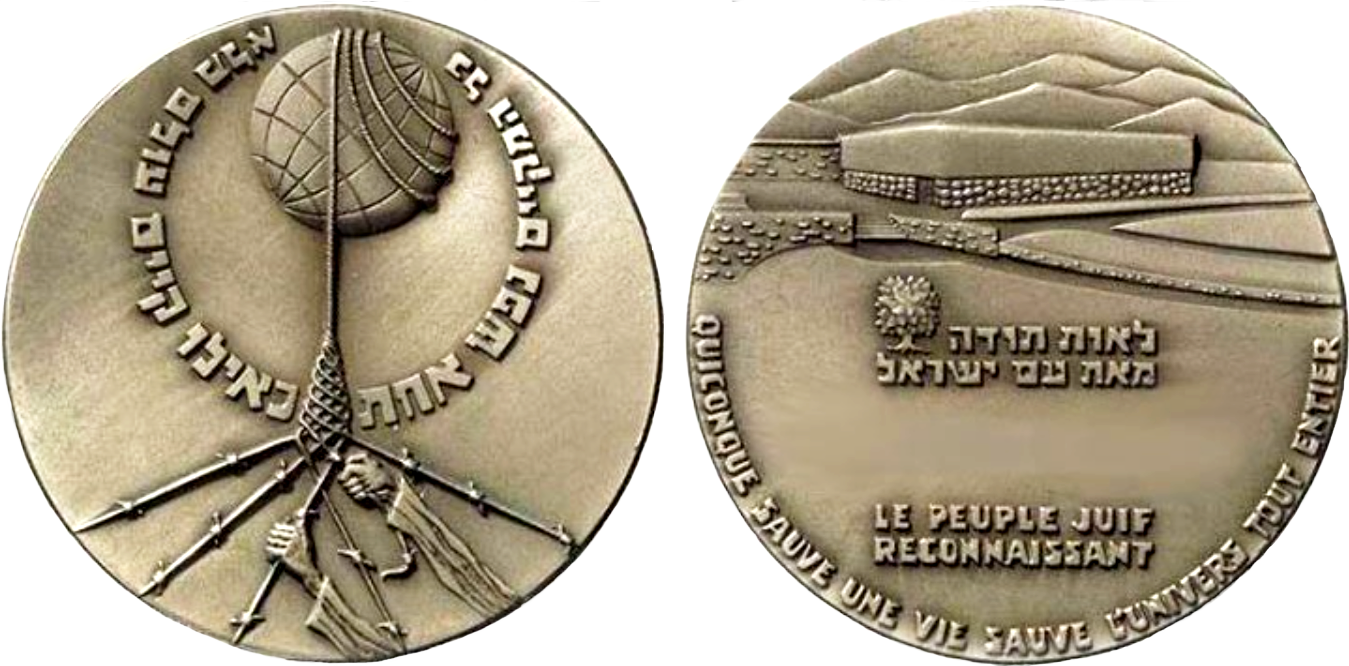
Ehrung Medaille Gerechter unter den Völkern

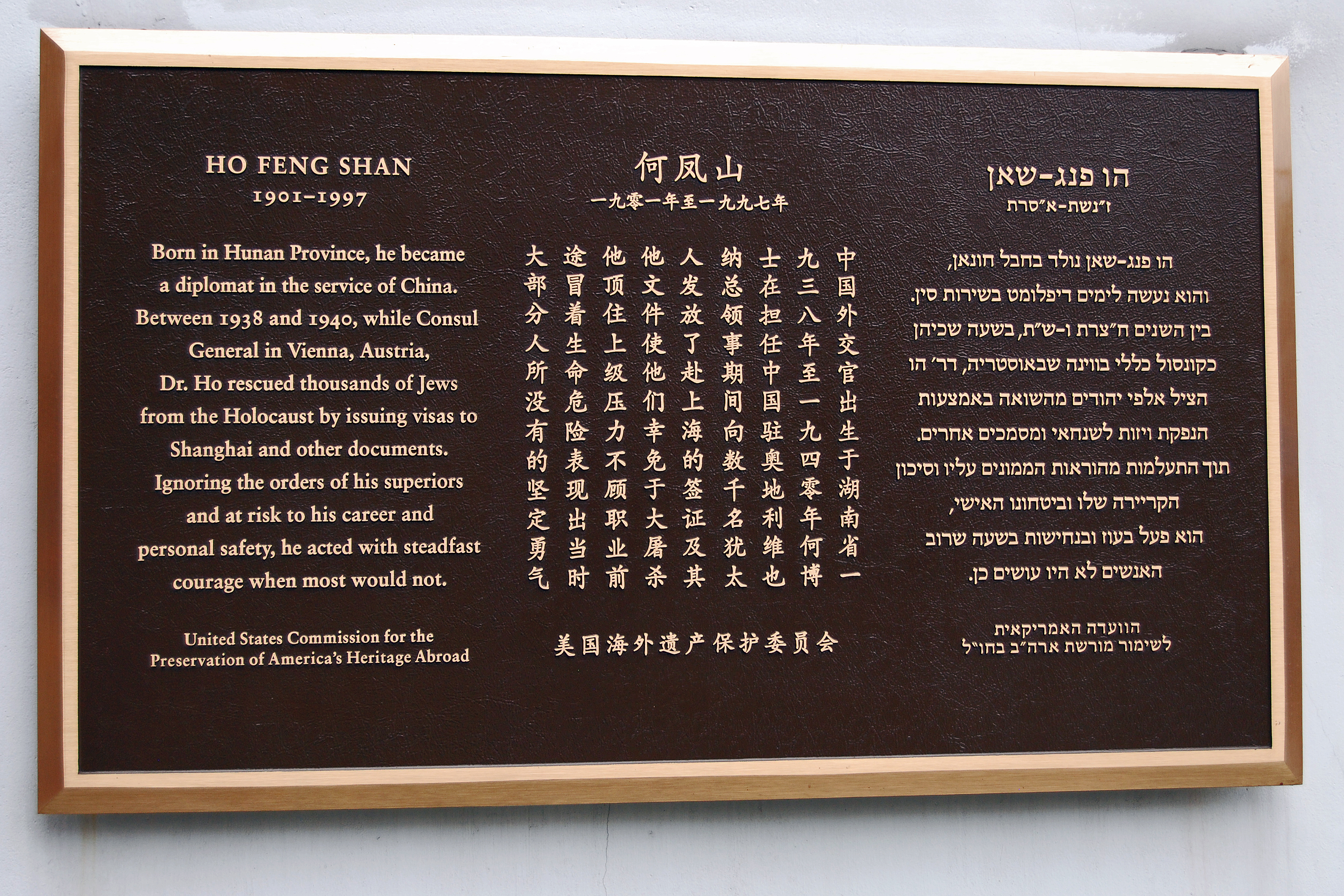
Gedenkplakette für Ho Feng Shan im Jüdischen Flüchtlingsmuseum in Shanghai

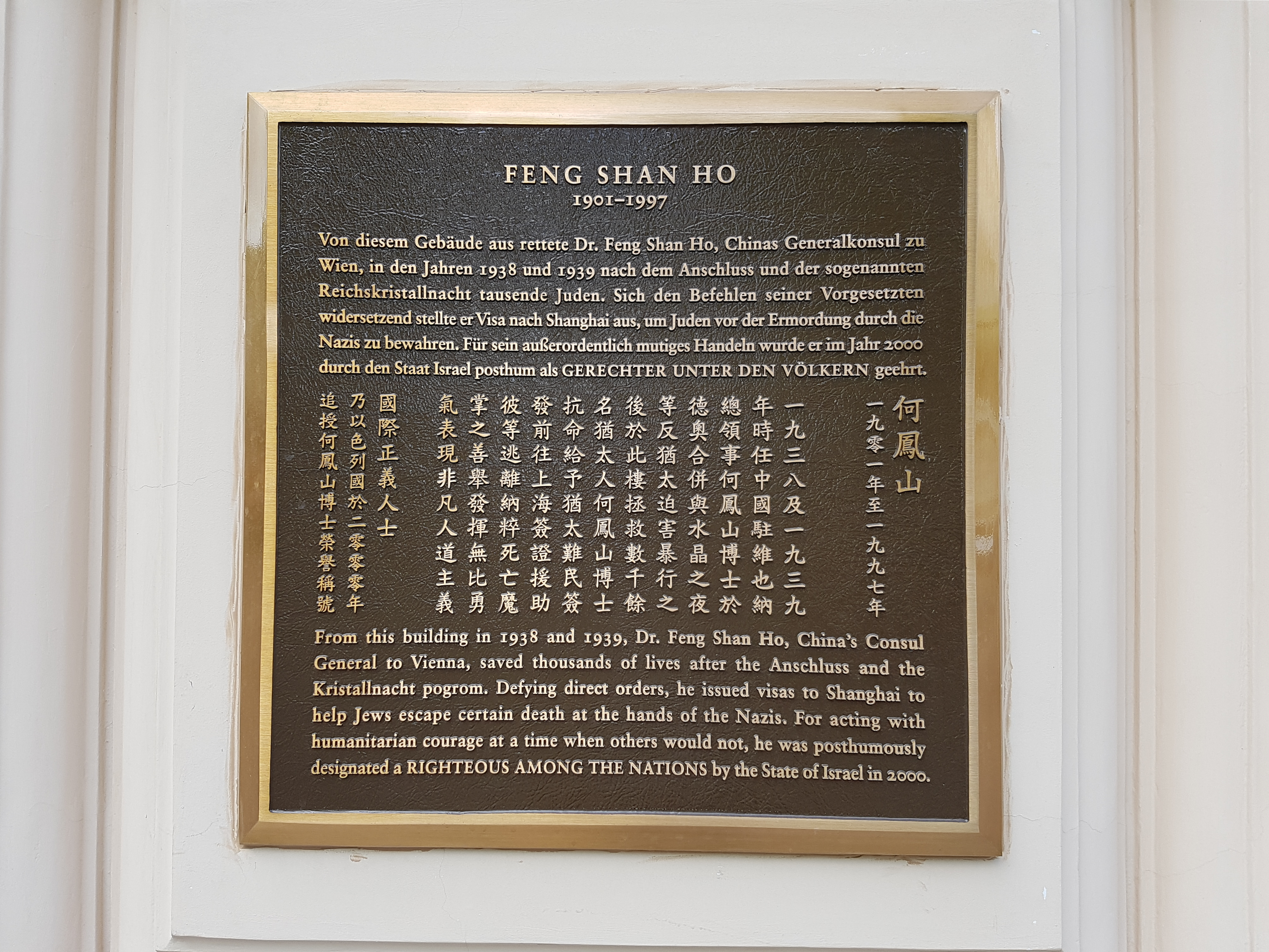
Gedenktafel für Ho Feng Shan in Wien, Beethovenplatz

Ho Feng Shan (chinesisch 何鳳山 / 何凤山, Pinyin Hé Fèngshān; * 10. September 1901 in Yiyang, Hunan, Kaiserreich China; † 28. September 1997 in San Francisco) war ein chinesischer Diplomat. Er stellte Tausenden von Juden in Wien in den Jahren 1938 bis 1940 Ausreisevisa aus und rettete ihnen damit mit hoher Wahrscheinlichkeit das Leben. Er wurde als „Schindler Chinas“ bezeichnet.

## Biografie
Ho Feng Shan entstammte einfachen bäuerlichen Verhältnissen aus der südchinesischen Provinz Hunan. Sein Vater starb, als er 7 Jahre alt war. Seine Schulbildung und die Unterstützung der Familie wurde daraufhin durch die örtliche norwegische lutherische Mission gewährleistet, so dass dem jungen Feng Shan eine solide Bildung in westlicher Tradition, verbunden mit einer konfuzianischen Ethik vermittelt wurde. Anschließend studierte Ho von 1921 bis 1925 an der Yali-Hochschule in Changsha – damals eine Privathochschule in amerikanischer Stiftungsträgerschaft. 1926 erhielt Ho ein Fortbildungs-Stipendium für die Ludwig-Maximilians-Universität München und wurde 1932 dort mit der Arbeit Das Bankwesen in China und seine Probleme zum Doktor der Wirtschaftswissenschaften promoviert.
Ab 1937 arbeitete Ho Feng Shan für das chinesische Konsulat in Wien. Nach dem Anschluss Österreichs an Nazi-Deutschland 1938 begann Ho gegen den Willen seines Vorgesetzten, des chinesischen Botschafters Chen Jie (陳介) in Berlin, Visa für Shanghai für jüdische Flüchtlinge auszustellen. Für Shanghai benötigte man damals zwar kein Visum, jedoch war es Juden nur mit dem Emigrationsnachweis möglich, das Deutsche Reich zu verlassen. Ho Feng Shan unterstützte damit die von Frank van Gheel-Gildemeester in Wien gegründete Aktion Gildemeester, die weitere Formalitäten für die ausreisenden Juden übernahm. Nachdem das ursprüngliche Konsulatsgebäude durch die Nazis als jüdischer Besitz requiriert worden war und die Mittel aus China zur Anmietung eines neuen Gebäudes ausblieben, mietete Ho auf eigene Kosten entsprechende Räumlichkeiten in der Johannesgasse 22 im Bezirk Innere Stadt und setzte dort seine konsularische Arbeit bis zu seiner Abberufung aus Wien im Mai 1940 fort. Auf der Gedenktafel in der Johannesgasse ist folgendes zu lesen: Zwischen 1939 und 1940 rettete Dr. Feng Shan Ho als Generalkonsul der Regierung Chinas in diesem Gebäude in Wien tausende Juden vor dem Holocaust durch die Ausstellung von Visa nach Shanghai und von anderen Dokumenten. Indem er die Anordnungen seiner Vorgesetzten ignorierte und seine Karriere und eigene Sicherheit aufs Spiel setzte, handelte er mit Mut, als die meisten anderen dies nicht taten. Die Zahl der von ihm nach Shanghai ausgestellten Visa lässt sich nicht mehr genau bestimmen. Aufgrund der Tatsache, dass einzelne Visa Seriennummern bis annähernd 4000 hatten, müssen es jedoch mehrere Tausend gewesen sein.
Während seiner weiteren diplomatischen Laufbahn war er Botschafter der nationalchinesischen Republik China auf Taiwan in Ägypten, in Mexiko, in Bolivien und in Kolumbien. 1973 ging er in den Ruhestand und zog zu seinen Kindern in die Vereinigten Staaten. Er nahm auch die Staatsbürgerschaft der Vereinigten Staaten an. 1997 starb Ho in San Francisco.
Ho machte später in Bescheidenheit kein Aufhebens von seiner Rettungsaktion in den Jahren 1938–1940 und diese blieb lange Zeit weitgehend unbekannt. Seine Tochter erfuhr erst nach seinem Tod bei der Sichtung seines Nachlasses von seiner damaligen Rolle. Zu seinen damaligen Motiven meinte Ho in seinen Memoiren, dass ihn das Schicksal der drangsalierten Juden so berührt habe, dass er einfach einem spontanen humanitären Impuls gefolgt sei und geholfen habe.

## Ehrungen
2001 wurde Ho postum der Titel „Gerechter unter den Völkern“ verliehen. Damit war er der zweite chinesische Staatsbürger nach Pan Jun Shun, der diesen Titel erhielt. Im Jahr 2008 verabschiedete der U.S. Senat eine Resolution, in der Ho ehrend gedacht wurde. Im Jahr 2015 ehrte ihn der Präsident der Republik China (Taiwan) Ma Ying-jeou postum (zeitgleich wurde auch John Rabe postum geehrt). Die Ehrung wurde durch Hos Tochter Manli Ho (何曼禮) entgegengenommen. Am 21. April 2015 wurde am Gebäude des ehemaligen nationalchinesischen Konsulats (heute Ritz-Carlton-Hotel) in Wien eine Gedenktafel angebracht, die an Hos Wirken erinnert.

## Werke
- Ho Feng Shan: Das Bankwesen in China und seine Probleme (Inaugural-Dissertation). Hrsg.: Ludwig-Maximilians-Universität München. 1932 (Digitalisat).
- Ho Feng Shan: China verteidigt sich. 1937.
- Ho Feng Shan: 外交生涯40年 („40 Jahre Diplomatenleben“). The Chinese University Press, 1990, ISBN 978-962-201-435-0.

Bei der englischen Ausgabe der Memoiren handelt es sich um eine durch seinen Sohn Monto Ho herausgegebene, sehr stark gekürzte Version, in der wohl wesentliche Teile fehlen.